# الموسيقى والرياضيات

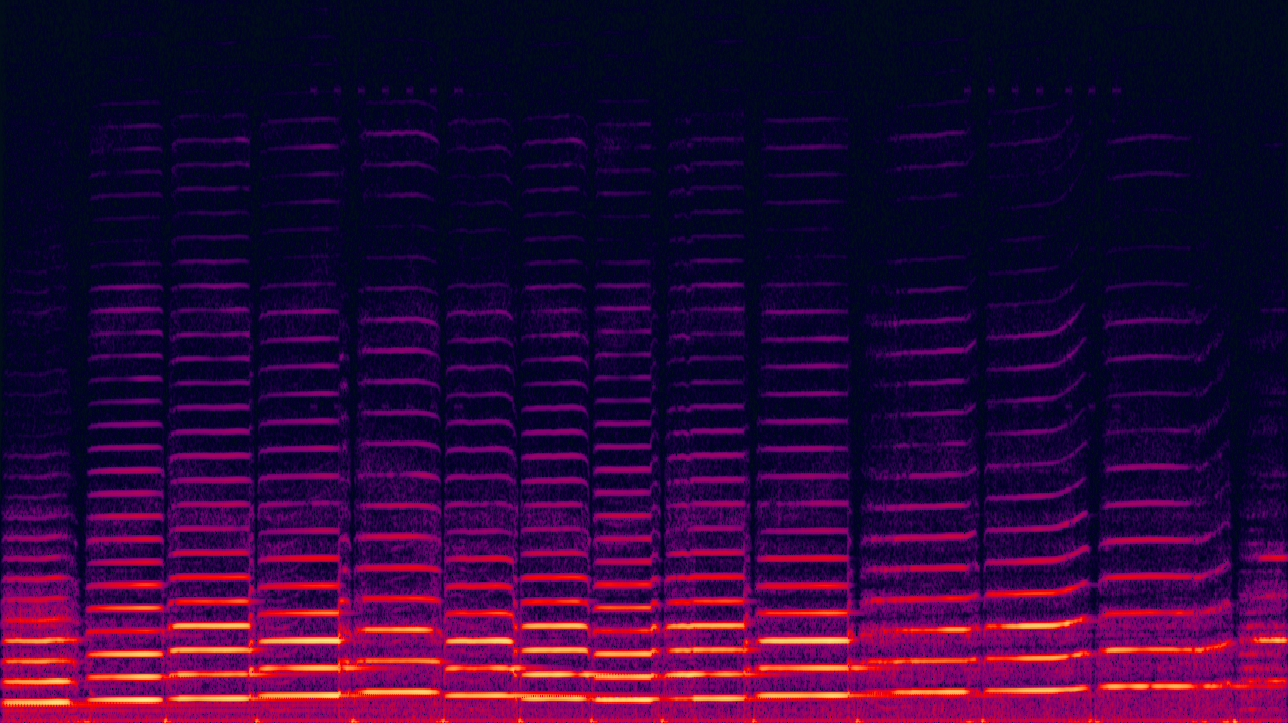
تحليل طيفي لشكل موجة الكمان، مع تردد خطي على المحور العمودي والوقت على المحور الأفقي. توضح الخطوط الساطعة كيف تتغير المكونات الطيفية مع مرور الوقت. تلوين الكثافة هو لوغاريتمي (الأسود هو -120 ديسيبل).

نظرية الموسيقى ليس لديها أسس بديهية أو مُسَلَّمَات في الرياضيات الحديثة، ومع ذلك يمكن وصف أساس الصوت الموسيقي رياضيا (في علم الصوتيات) بحيث يعرض «مجموعة رائعة من خصائص الأعداد». عناصر الموسيقى من الشكل، والإيقاع، والمتر، وطبقات النوتات ووتيرة نبضها يمكن أن تكون مرتبطة بقياس الوقت والتردد، وتقدم نظائر جاهزة في الهندسة.
أدت محاولة إنشاء طرق جديدة لتركيب الموسيقى وسماعها والتواصل معها إلى تطبيقات موسيقية لنظرية المجموعات والجبر التجريدي ونظرية الأعداد. قام بعض الملحنين بدمج النسب الذهبية وأعداد فيبوناتشي في عملهم.

## التاريخ
على الرغم من أن الصينيين والهنود والمصريين وبلاد ما بين النهرين قد درسوا المبادئ الرياضية للصوت، فإن الفيثاغوريين (ولا سيما فيلولاوس وأرخيتاس) في اليونان القديمة كانوا أول باحثَيْن عُرِفَ أنهم حققوا في التعبير عن المقاييس الموسيقية من حيث النسب العددية، ولا سيما نسب الأعداد الصحيحة الصغيرة. كان مذهبهم المركزي هو أن «الطبيعة كلها تتكون من انسجام ناشئ عن أعداد».
منذ زمن أفلاطون، كان التناغم يُعتبر فرعًا أساسيًا للفيزياء، يُعرف الآن باسم الصوتيات الموسيقية. يُظهر منظِّرو الهنود والصين الأوائل مناهِج مماثلة: سعى الجميع إلى إظهار أن القوانين الرياضية للتوافقيات والإيقاعات كانت أساسية، ليس فقط لفهمنا للعالم انما أيضاً لرفاهية الإنسان. كونفوشيوس، مثل فيثاغورس، اعتبر الأعداد الصغيرة 1,2,3,4 مصدراً لكل الكمال.

## الوقت والإيقاع والمتر
بدون حدود التركيب الإيقاعي - وهو ترتيب أساسي متساوٍ ومنتظم لتكرار النبض واللكنة والعبارة والمدة - لن تكون الموسيقى ممكنة. الاستخدام الموسيقي الحديث لمصطلحات مثل المترِ (أي الأنماط واللكنات المتكررة) والميزان يعكس أيضًا الأهمية التاريخية للموسيقى، جنبًا إلى جنب مع علم الفلك، في تطوير العد والحساب والقياس الدقيق للوقت والتردد الأساسي للفيزياء. [بحاجة لمصدر]
غالبًا ما تبني عناصر الشكل الموسيقي أو الصيغة الموسيقية أبعاداً صارمة دقيقة أو هياكل متشابهة (قوى الرقمين 2 و 3).

## شكل موسيقي
الشكل الموسيقي هو الخطة التي يتم من خلالها تمديد قطعة قصيرة من الموسيقى. يستخدم مصطلح «الخطة» أيضًا في الهندسة المعمارية، والتي غالباً ما يتم مقارنة الشكل الموسيقي بها. مثل المعماري، يجب على الملحن أن يأخذ في الاعتبار الوظيفة التي يهدف العمل من أجلها والوسائل المتاحة وممارسة الاقتصاد والاستفادة من التكرار والترتيب. تُظهر الأنواع الشائعة من الأشكال المعروفة باسم «الثنائية» و«الثلاثية» مرة أخرى أهمية القيم الصغيرة في وضوح الموسيقى وجاذبيتها.[بحاجة لمصدر]

## التردد والانسجام

أشكال كلادني التي تنتجها الاهتزازات الصوتية في مسحوق ناعم على لوحة مربعة. (إرنست شلادني ، الصوتيات، 1802)

السُّلم الموسيقي عبارة عن مجموعة منفصلة من الدرجات الموسيقية المستخدمة في صنع الموسيقى أو وصفها. السلم الموسيقي الأكثر أهمية في التقاليد الغربية هو "diatonic scale" لكن تم استخدام مقاييس أخرى كثيرة في عصور تاريخية مختلفة وأجزاء من العالم. كل درجة تقابل تردد معين، معبراً عنه بالهرتز (Hz)، يشار إليه أحيانًا بدورات في الثانية (cps). السلم له فاصل زمني من التكرار، عادة ما يكون الأوكتاف. يشير اوكتاف أي درجة إلى تردد مرتين بالضبط لهذه الدرجة.
النجاحات في الموجات فوق الصوتية هي نوتات موجودة عند الترددات أربعة وثمانية وستة عشر مرة، وما إلى ذلك، من التردد الأساسي. تسمى النوتات أو الدرجات الموسيقية على ترددات نصف، وربع، وثمانية، وما إلى ذلك من الأساسيات، أوكتافات فرعية. لا توجد حالة في التناغم الموسيقي حيث إذا اعتبرت درجة معينة من التوافق، تعتبر أوكتافاتها غير ذلك. لذلك، عادةً ما يتم العثور على أي نوتة أو نغمة وأوكتافاتها بشكل مشابه في الأنظمة الموسيقية (على سبيل المثال، سيتم تسمية كل شيء باسم doh أو A أو Sa ، حسب الحالة).
عند التعبير عن عرض النطاق الترددي، يمتد أوكتاف A 2 –A 3 من 110   هرتز إلى 220   هرتز (الامتداد = 110   هرتز). الاوكتاف التالي يمتد من 220   هرتز إلى 440   هرتز (الامتداد = 220   هرتز). يمتد الاوكتاف الثالث من 440   هرتز إلى 880   هرتز (الامتداد = 440   هرتز) وهلم جرا. يمتد كل أوكتاف متتالي إلى ضعف نطاق التردد الخاص بأوكتاف سابق.

الطبيعة الأسية للأوكتافات عند قياسها على مقياس تردد خطي.

يعرض هذا المخطط أوكتافات كما تظهر بمعنى الفواصل الموسيقية، متباعدة بشكل متساوٍ.

نظرًا لأننا مهتمون غالبًا بالعلاقات أو النسب بين النوتات (المعروفة بالفواصل الزمنية) بدلاً من النوتات الدقيقة نفسها في وصف السلم، فمن المعتاد الإشارة إلى جميع درجات السلم من حيث نسبتها من درجة معينة، والتي يتم إعطاء قيمة واحدة (غالبًا ما تتم كتابتها 1/1)، وبشكل عام النوتة تعمل كمنشط أو قرار للسلم أو المقام الموسيقي. للمقارنة بين حجم الفاصل، وغالبا ما تستخدم سنتا (cents).
| نصف تون | النسبة | الفترة            | طبيعي | نصف خطوة |
| ------- | ------ | ----------------- | ----- | -------- |
| 0       | 1: 1   | انسجام            | 480   | 0        |
| 1       | 16:15  | نصف طفيفة         | 512   | 16:15    |
| 2       | 9: 8   | الثانية الكبرى    | 540   | 135: 128 |
| 3       | 6: 5   | طفيفة الثالثة     | 576   | 16:15    |
| 4       | 5: 4   | الرئيسية الثالثة  | 600   | 25:24    |
| 5       | 4: 3   | الرابعة كاملة     | 640   | 16:15    |
| 6       | 45:32  | تريتون سلم موسيقي | 675   | 135: 128 |
| 7       | 3: 2   | الخامس الكامل     | 720   | 16:15    |
| 8       | 8: 5   | السادس طفيفة      | 768   | 16:15    |
| 9       | 3: 5   | السادس الكبرى     | 800   | 25:24    |
| 10      | 9: 5   | القاصر السابع     | 864   | 27:25    |
| 11      | 15: 8  | السابعة الكبرى    | 900   | 25:24    |
| 12      | 2: 1   | اوكتاف            | 960   | 16:15    |

الضبط الفيثاغوري يعتمد فقط على التوافق التام، أوكتاف (مثالي)، خامس، رابع مثالي. وبالتالي فإن الثلث الرئيسي لا يعتبر ثلثًا ولكنه ديتون، حرفيًا «نغمتان»، وهو (9: 8) 2 = 81:64، بدلاً من المستقل والتوافقي فقط 5: 4 = 80:64 أدناه مباشرة. النغمة بأكملها هي فاصل ثانوي، مشتق من أخمسي الكمال، (3: 2) 2 = 9: 8.

### تناغم المزاجية المتساوية
في الحالة المزاجية المتساوية، ينقسم الأوكتاف إلى أجزاء متساوية على مقياس لوغاريتمي. في حين أنه من الممكن بناء مقياس مزاج متساوٍ مع أي عدد من النوتات (على سبيل المثال، نظام النغمات العربية ذو 24 نغمة)، فإن الرقم الأكثر شيوعًا هو 12، والذي يشكل مقياس لوني متساوي المزاج. في الموسيقى الغربية، يُفترض عادةً التقسيم إلى اثني عشر فاصلًا ما لم يتم تحديد خلاف ذلك.
بالنسبة إلى المقياس اللوني، يتم تقسيم الأوكتاف إلى 12 جزءًا متساويًا، كل نصف نغمة (نصف درجة) هو الفاصل الزمني للجذر الثاني عشر لخطوتين بحيث تضيف اثنا عشر من هذه الخطوات النصفية المتساوية إلى أوكتاف بالضبط. باستخدام الأدوات المقلقة، من المفيد جدًا استخدام مزاج (temperament) متساوٍ بحيث ينتقل التوتر بالتساوي عبر الأوتار. في التقليد الموسيقي الأوروبي، تم استخدام مزاج مساو لموسيقى العود والإيتار في وقت أبكر بكثير من الآلات الموسيقية الأخرى، مثل لوحات المفاتيح الموسيقية. بسبب هذه القوة التاريخية، أصبح الآن مزاجه المتساوي الإثني عشر نغمة هو نظام التجويد السائد في العالم الغربي، وفي كثير من دول العالم غير الغربي.

## وصلات رياضية

### نظرية المجموعات
تستخدم نظرية المجموعات الموسيقية لغة نظرية المجموعات الرياضية بطريقة أولية لتنظيم الأشياء الموسيقية ووصف علاقاتها. لتحليل بِنية قطعة من الموسيقى (عادةً ال atonal) باستخدام نظرية المجموعة الموسيقية، يبدأ الفرد عادةً بمجموعة من النغمات التي قد تشكل دوافع أو عصب. من خلال تطبيق عمليات بسيطة مثل التبديل والانقلاب، يمكن للمرء اكتشاف هياكل عميقة في الموسيقى. وتسمى العمليات مثل التحول والانعكاس متساوي القياس لأنها تحافظ على الفواصل الزمنية بين النغمات في المجموعة.

### الجبر المجرد
للتوسع في أساليب نظرية المجموعة الموسيقية، استخدم بعض المنظرين الجبر المجرد لتحليل الموسيقى. على سبيل المثال، تشكل فصول الملاعب في أوكتاف مقسّم بالتساوي مجموعة أبيلية تضم 12 عنصرًا. من الممكن وصف «التجويد فقط» من خلال زمرة أبيلية حرة.
نظرية التحول هي فرع من نظرية الموسيقى التي وضعها ديفيد لوين. تسمح النظرية بعمومية رائعة لأنها تؤكد على التحولات بين الكائنات الموسيقية، بدلاً من الكائنات الموسيقية نفسها.
اقترح المنظرون أيضًا تطبيقات موسيقية ذات مفاهيم جبرية أكثر تطوراً. تم تطوير نظرية المزاجات العادية على نطاق واسع مع مجموعة واسعة من الرياضيات المعقدة، على سبيل المثال عن طريق ربط كل مزاج منتظم مع نقطة عقلانية على Grassmannian .

## روابط خارجية
- قاعدة بيانات لجميع المقاييس الموسيقية 2048 الممكنة في 12 لاحظ مزاجه على قدم المساواة وغيرها من البدائل في التضبيط meanone
- الموسيقى والرياضيات بواسطة توماس فيوري
- اثني عشر نغمة مقياس الموسيقية.
- مقياس السونومتر أو الموسيقى كتخصص في الرياضيات.
- الموسيقى: عرض رياضي بقلم ديف بينسون .
- نيكولاس مركاتور استخدام نظرية النسب في الموسيقى عند التقارب
- The Glass Bead Game أعطى هيرمان هيس للموسيقى والرياضيات دورًا مهمًا في تطوير لعبته Glass Bead.
- الانسجام والنسب. فيثاغورس، الموسيقى والفضاء .
- «الجبر الخطي والموسيقى»
- Notefreqs - جدول كامل للترددات ونسب الملاحظات للميدي والبيانو والإيتار والباس والكمان. يتضمن قياسات الحنق (في سم وبوصة) لأدوات البناء.
- مناقشة الرياضيات والموسيقى ، إذاعة بي بي سي راديو 4 مع ماركوس دو سوتوي، وروبن ويلسون وروث تاتلو (في عصرنا ، 25 مايو 2006)